# 180-мм пушка С-23
180-мм пушка С-23 — советская 180-мм пушка, разработанная коллективом конструкторов во главе с В. Г. Грабиным. 
В 1955 году произведено 8 пушек, затем производство прекращено, в связи с «хрущёвским сокращением». В 1970-х годах производство арторудий восстановлено. С-23 имеет одинаковый с С-33 и С-43 лафет, так называемый триплекс.

## История
Первый опытный образец — 1948 год.
Начало серийного производства — 1955 год. Поставлялась в ГДР, Болгарию, Египет, Индию, Бирму, Сомали.
По данным на 2017 год, находилась на вооружении лишь в Сирии.

## Описание конструкции
Боевой расчёт — 16 человек.
Полный боевой вес — 21 450 кг.
Длина ствола — 8,8 м.
Общая длина орудия в походном положении — 10,485 м.
Ширина орудия в походном положении — 2,996 м.
Максимальный угол склонения/возвышения, град. — −2/+50.
Угол горизонтального наведения, град. — 44.

## Боеприпасы и баллистика
| Номенклатура боеприпасов              |                     |                   |              |                     |                         |                         |
| Тип                                   | Индекс ГАУ или ГРАУ | Масса снаряда, кг | Масса ВВ, кг | Марка взрывателя    | Начальная скорость, м/с | Дальность табличная, км |
| Фугасные снаряды                      |                     |                   |              |                     |                         |                         |
| Фугасный активный                     | 53-Ф-572            | 88,0              | 10,696       | В-491, изредка РШ-2 | 860                     | 30,39                   |
| Бетонобойные снаряды                  |                     |                   |              |                     |                         |                         |
| Бетонобойный активный                 | 53-Г-572            | 97,5              | 7,352        | ДБТ                 | 805                     | 27,38                   |
| Осколочно-фугасные снаряды            |                     |                   |              |                     |                         |                         |
| Осколочно-фугасный активно-реактивный | 3ОФ23               | 84,0              | 5,616        | В-429               | нет данных              | 43,7-43,8               |

## На вооружении
- Баасистская Сирия — некоторое количество, по состоянию на 2024 год.[6] Изначально — 36 единиц в одной бригаде[7].